# فضيحة لحوم الخيل

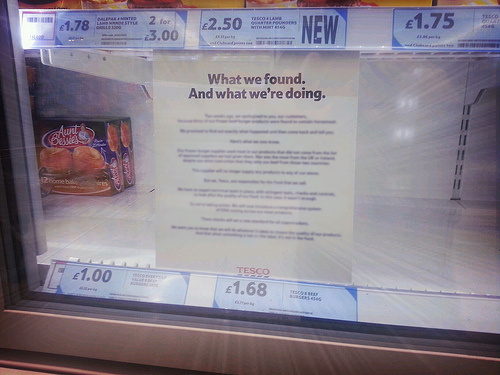
لافتة على ثلاجة في السوبر ماركت تسكو، بعد إزالة برگر بلحم بقر مغشوش بلحم الخيل.

فضيحة لحوم الخيل هي فضيحة تتعلق ببيع عدد من المحلات في أوروبة لحم قيل أنه لحم بقر، اتضح بعدها أنه لحم خيل.